# Carlo Corradino Chigi
Carlo Corradino Chigi di Camollia (Siena, 11 settembre 1802 – Fivizzano, 27 marzo 1881) è stato un militare e politico italiano.

## Biografia
Figlio del conte Francesco Chigi e della nobildonna Maria Useppi, Carlo Corradino Chigi era figlio di un ramo della nobile prosapie dei Chigi.
Intrapresa la carriera militare, decise di entrare nella Scuola marina di Genova ove rimase dal 27 dicembre 1818 al 28 dicembre 1821. Prestò servizio inizialmente nella Regia marina sarda e prese parte alla spedizione contro i pirati barbareschi a Tripoli nel 1825, guadagnandosi la croce di cavaliere dell'ordine dei Santi Maurizio e Lazzaro. Raggiunse il grado di capitano di vascello il 6 agosto 1839.
Proseguì quindi la propria carriera nella marina del Granducato di Toscana, con il grado di capitano di fregata nel 1839. Trasferitosi nell'esercito, fu capo di stato maggiore dell'esercito dal 13 aprile 1848 al 1852 col grado di colonnello prima e di maggiore generale (onorario) poi. Prese parte alla prima guerra d'indipendenza italiana.
Dopo l'annessione del Granducato di Toscana al Regno d'Italia nel 1860, tornò in marina ove ottenne il grado di contrammiraglio e venne nominato senatore del regno.
Parallelamente alla vita militare, dagli anni '40 dell'Ottocento, Carlo Corradino Chigi alternò una vivace vita sociale e politica anche all'interno della Toscana: fu governatore dell'Isola d'Elba (21 novembre 1839 - 20 dicembre 1844) e gonfaloniere (sindaco) provvisorio di Fivizzano dall'ottobre al dicembre del 1847. Lasciò quest'ultimo incarico per divenire senatore del governo provvisorio di Toscana a Firenze tra il 1848 e il 1849, ricoprendo nel contempo anche l'incarico di comandante della locale Guardia vivica.
Divenuto gonfaloniere di Siena (28 aprile 1859), con l'annessione al Piemonte divenne giudice supplente del tribunale supremo di guerra di Firenze (11 marzo 1860). Fu inoltre membro del Consiglio di sanità marittima per il Granducato di Toscana, comandante generale provvisorio della marina militare toscana e membro della deputazione del Monte di pietà e del Monte dei Paschi di Siena.
Morì nella propria villa di Fivizzano il 27 marzo 1881.